# RB Leipzig (Frauenfußball)
Die Frauenfußballabteilung des Rasenballsport Leipzig e. V. besteht seit der Saison 2016/17. Die 1. Mannschaft spielt seit 2023 in der Frauen-Bundesliga, die 2. Mannschaft gehört seit 2020 der Regionalliga Nordost an.

## Geschichte
Seit Sommer 2013 bereits mit eigenen Mädchenmannschaften im Spielbetrieb vertreten, stieg RB Leipzig zur Saison 2016/17 auch in den Frauenfußball ein. Nachdem anfangs eine Spielgemeinschaft mit dem Leipziger FC 07 angedacht gewesen war, wurde bekannt, dass man stattdessen mit einem eigenständigen Team direkt in der viertklassigen Landesliga Sachsen antreten würde. Der Kader setzte sich zunächst aus 17 Spielerinnen des FFV Leipzig, fünf eigenen Nachwuchsspielerinnen und einer Sportlerin aus der Reserve des FF USV Jena zusammen. Bis spätestens 2021 sollte, so die Erwartung des Sächsischen Fußball-Verbandes, dessen Nachwuchsleistungszentrum RB Leipzig übernahm, die Bundesliga erreicht werden.
Das erste Pflichtspiel bestritt die Mannschaft am 7. August 2016, als sie im Landespokal den SV Johannstadt 90 auswärts mit 7:0 besiegte. Zehn Minuten vor Beginn des ersten Ligaspiels am 21. August 2016 erklärte der Bischofswerdaer FV 08, aus Protest gegen die Entscheidung des Verbandes nicht gegen RB Leipzig anzutreten. Gemeinsam mit den Ligakontrahenten einigte sich der Verein darauf, bereits ausgetragene Spiele zu wiederholen und einige Auflagen zu erfüllen – darunter die Pflicht, eine gewisse Anzahl Jugendspielerinnen in der Startelf aufzuweisen. Später wurde das Team vom Pokalwettbewerb ausgeschlossen, da es dort als RB Leipzig angetreten war, nicht jedoch wie in der Auslosung bekundet als Spielgemeinschaft. Die Saison beendete man schließlich ungeschlagen als Meister. Durch fehlende Anmeldungen zur Regionalliga und Rückzüge in dieser entfielen auch die eigentlich erforderlichen Relegationsspiele.
Am ersten Spieltag der Spielzeit 2017/18 erfolgte mit dem 0:6 gegen den Magdeburger FFC die erste Pflichtspielniederlage. Nach der Saison, die man schlussendlich auf Platz 4 beendet hatte, verließ Cheftrainer Sebastian Popp den Verein aus beruflichen Gründen. Seine Nachfolgerin wurde Katja Greulich, zuvor tätig beim Bundesligisten FF USV Jena. Die Saison 2018/19 selbst verlief etwas besser, mit 18 Siegen bei 4 Niederlagen landete man am Ende auf Platz 3. Durch den Sieg im Sachsenpokal qualifizierte sich RB Leipzig erstmals für den folgenden DFB-Pokal.
Die Saison 2019/20 wurde nach 15 Spieltagen durch die Covid-19-Pandemie zunächst unter- und später per Beschluss eines außerordentlichen DFB-Bundestages abgebrochen. Da die ursprünglich vorgesehenen Relegationsspiele, mit denen die Aufsteiger zur 2. Bundesliga ermittelt werden sollten, ebenfalls entfielen, stand RB, das bis dahin ungeschlagen geblieben war (14 Siege, ein Unentschieden), automatisch als direkter Aufsteiger fest.
In der Saison 2020/21 trat RB in der Nord-Staffel der 2. Bundesliga an (wegen der anhaltenden Covid-19-Pandemie war die Abstiegsregelung ausgesetzt und die 2. Liga wegen nun 19 teilnehmender Mannschaften geteilt worden) und belegte am Ende Platz drei. Im DFB-Pokal erreichte die Mannschaft das Achtelfinale, wo sie nach einer 0:4-Niederlage gegen Eintracht Frankfurt ausschied.
Mit Ende der Spielzeit 2021/22 schied Greulich aus dem Traineramt aus, ihr Nachfolger wurde Şaban Uzun. Unter seiner Leitung stand RB Leipzig sechs Spieltage vor Ende der nachfolgenden Saison als Aufsteiger in die Bundesliga fest, am 22. Spieltag sicherte man sich vorzeitig die Zweitligameisterschaft. Im DFB-Pokal erreichte die Mannschaft nach Siegen u. a. gegen die beiden Bundesligisten Eintracht Frankfurt und SGS Essen das Halbfinale, das man gegen den SC Freiburg verlor.
In ihrem Debütjahr in der Bundesliga musste die Mannschaft lange gegen den drohenden Abstieg kämpfen, zum Ende der Halbserie lag sie lediglich auf dem vorletzten Tabellenplatz. Dank einer erfolgreichen Rückrunde wurde man am Ende Rang 8 erreicht. Im Sommer 2024 gab es erneut einen Wechsel auf der Trainerposition: Jonas Stephan übernahm die sportliche Leitung von Uzun.

### Spielstätte
Zunächst trugen die RB-Frauen ihre Heimspiele auf der Sportanlage Gontardweg im Leipziger Nordosten aus, wo sich auch das Leistungszentrum der Mädchen und Frauen befindet. Nach dem Aufstieg in die 2. Bundesliga erfolgte zur Saison 2020/21 der Umzug ins Stadion am Bad in Markranstädt, das während der gesamten Zweitligazugehörigkeit die reguläre Heimspielstätte blieb. Mit dem Aufstieg in die 1. Bundesliga zur Saison 2023/24 gab es einen erneuten Wechsel: Heimspielstätte ist seitdem Platz 1 im vereinseigenen Trainingszentrum am Cottaweg. Die Anlage, die zuvor bereits mehrfach für Liga- und Pokalspiele genutzt worden war, fasst bis zu 2015 Zuschauer.
Die Heimspiele der weiblichen Nachwuchsmannschaften finden auf der Sportanlage Gontardweg statt.

## Personal

### Trainerstab
| Deutschland | Jonas Stephan      | Trainer           |
| Deutschland | Marius Nowoisky    | Co-Trainer        |
| Ungarn      | Zsófia Rácz        | Co-Trainerin      |
| Deutschland | Michael Gurski     | Torwarttrainer    |
| Deutschland | Maximilian Ewald   | Athletiktrainer   |
| Deutschland | Laura Stosno-Krohn | Athletiktrainerin |

### Kader der Saison 2025/26
Stand: 15. August 2025

| 01 | Elvira Herzog     | Schweiz     |
| 28 | Lina von Schrader | Deutschland |
| 29 | Maja Spilenberg   | Ungarn      |
| 44 | Mirja Kropp       | Deutschland |

| 03 | Andrea Norheim     | Norwegen    |
| 05 | Julia Magerl       | Osterreich  |
| 20 | Victoria Krug      | Deutschland |
| 21 | Julia Landenberger | Deutschland |
| 24 | Nikoline Dudek     | Danemark    |
| 25 | Diána Németh       | Ungarn      |
| 30 | Lara Marti         | Schweiz     |

| 04 | Rucy Grunenberg    | Deutschland          |
| 06 | Lou-Ann Joly       | Frankreich           |
| 10 | Gina Chmielinski   | Deutschland          |
| 11 | Lisa Baum          | Deutschland Tansania |
| 13 | Sandra Starke      | Deutschland          |
| 16 | Annabel Schasching | Osterreich           |
| 26 | Luca Graf          | Deutschland          |
| 27 | Marlene Müller     | Deutschland          |

| 07 | Giovanna Hoffmann    | Deutschland     |
| 08 | Emilía Ásgeirsdóttir | Island Danemark |
| 09 | Persis Oteng         | Ghana England   |
| 14 | Marleen Schimmer     | Deutschland     |
| 15 | Mai Kadowaki         | Japan           |
| 17 | Delice Boboy         | Deutschland     |
| 23 | Kyra Spitzner        | Deutschland     |

### Transfers 2025/26
| Lisa Baum          | Hamburger SV          |
| Delice Boboy       | Bayer 04 Leverkusen   |
| Gina Chmielinski   | US Sassuolo Calcio    |
| Nikoline Dudek     | FC Nordsjælland       |
| Mirja Kropp        | FSV Gütersloh 2009    |
| Diána Németh       | VfL Wolfsburg         |
| Andrea Norheim     | Sporting Lissabon     |
| Persis Oteng       | Tottenham Hotspur U21 |
| Annabel Schasching | SC Freiburg           |
| Maja Spilenberg    | Győri ETO FC          |

| Lydia Andrade       | 1. FC Köln           |
| Eve Boettcher       | VfB Stuttgart        |
| Barbara Brecht      | Karriereende         |
| Michela Croatto     | Hamburger SV         |
| Vanessa Fudalla     | Bayer 04 Leverkusen  |
| Jenny Hipp          | 1. FC Union Berlin   |
| Frederike Kempe     | VfB Stuttgart        |
| Nina Räcke          | Hamburger SV         |
| Josefine Schaller   | CD Getafe Femenino   |
| Steffi Schmid       | FC Carl Zeiss Jena   |
| Katja Wienerroither | FC Red Bull Salzburg |

## Statistik

### Erfolge
- Meister der 2. Bundesliga 2023
- Meister der Regionalliga Nordost 2020
- Meister der Landesliga Sachsen 2017
- SFV-Sachsenpokal: 2019, 2020[13]

### Saisonergebnisse
Aufstiege sind grün unterlegt.
| Saison  | Spielklasse | Liga                 | Platz | Spiele | S  | U | N  | Punkte | Tore   | DFB-Pokal    | Sachsenpokal              |
| ------- | ----------- | -------------------- | ----- | ------ | -- | - | -- | ------ | ------ | ------------ | ------------------------- |
| 2016/17 | 4.          | Landesliga Sachsen   | 1.    | 24     | 23 | 1 | 0  | 70     | 119:10 | —            | nachträglicher Ausschluss |
| 2017/18 | 3.          | Regionalliga Nordost | 4.    | 32     | 15 | 2 | 05 | 47     | 056:32 | —            | Halbfinale                |
| 2018/19 | 3.          | Regionalliga Nordost | 3.    | 22     | 18 | 0 | 04 | 54     | 085:15 | —            | Sieger                    |
| 2019/20 | 3.          | Regionalliga Nordost | 1.    | 15     | 14 | 1 | 0  | 43     | 072:03 | 2. Runde     | Sieger                    |
| 2020/21 | 2.          | 2. Bundesliga Nord   | 3.    | 16     | 8  | 2 | 06 | 26     | 032:30 | Achtelfinale | —                         |
| 2021/22 | 2.          | 2. Bundesliga        | 3.    | 36     | 17 | 2 | 07 | 53     | 070:46 | 2. Runde     | —                         |
| 2022/23 | 2.          | 2. Bundesliga        | 1.    | 26     | 21 | 1 | 04 | 64     | 084:23 | Halbfinale   | —                         |
| 2023/24 | 1.          | Bundesliga           | 8.    | 22     | 07 | 5 | 10 | 26     | 026:41 | Achtelfinale | —                         |
| 2024/25 | 1.          | Bundesliga           | 8.    | 22     | 08 | 3 | 11 | 27     | 030:40 | 2. Runde     | —                         |